# 2. deild karla 1976
Mùa giải 1976 của 2. deild karla là mùa giải thứ 11 của giải bóng đá hạng ba ở Iceland.

## Bảng A
| Vị thứ | Đội        | Số trận | Điểm | Ghi chú            |
| ------ | ---------- | ------- | ---- | ------------------ |
| 1      | Fylkir     | 8       | 16   | Vào vòng Chung kết |
| 2      | Þór Þ.     | 8       | 10   |                    |
| 3      | Grindavík  | 8       | 8    |                    |
| 4      | Hekla      | 8       | 3    |                    |
| 5      | Hveragerði | 8       | 3    |                    |

## Bảng B
| Vị thứ | Đội        | Số trận | Điểm | Ghi chú               |
| ------ | ---------- | ------- | ---- | --------------------- |
| 1      | Reynir S.  | 6       | 8    | Vào vòng Chung kết    |
| 2      | Leiknir R. | 6       | 7    |                       |
| 3      | Grótta     | 6       | 5    |                       |
| 4      | Njarðvík   | 6       | 4    |                       |
| 5      | Grettir    | 0       | 0    | Bỏ cuộc giữa mùa giải |

## Bảng C
| Vị thứ | Đội         | Số trận | Điểm | Ghi chú            |
| ------ | ----------- | ------- | ---- | ------------------ |
| 1      | Afturelding | 8       | 12   | Vào vòng Chung kết |
| 2      | Bolungarvík | 8       | 8    |                    |
| 3      | Víðir       | 8       | 7    |                    |
| 4      | Stjarnan    | 8       | 7    |                    |
| 5      | ÍR          | 8       | 2    |                    |

## Bảng D
| Vị thứ | Đội            | Số trận | Điểm | Ghi chú            |
| ------ | -------------- | ------- | ---- | ------------------ |
| 1      | Víkingur Ó.    | 10      | 16   | Vào vòng Chung kết |
| 2      | HSS            | 10      | 15   |                    |
| 3      | Snæfell        | 10      | 12   |                    |
| 4      | Skallagrímur   | 10      | 11   |                    |
| 5      | Grundarfjörður | 10      | 2    |                    |
| 6      | USVH           | 10      | 0    |                    |

## Bảng E
| Vị thứ | Đội      | Số trận | Điểm | Ghi chú            |
| ------ | -------- | ------- | ---- | ------------------ |
| 1      | KS       | 10      | 18   | Vào vòng Chung kết |
| 2      | UMSS     | 10      | 10   |                    |
| 3      | Magni    | 10      | 10   |                    |
| 4      | Árroðinn | 10      | 8    |                    |
| 5      | Leiftur  | 10      | 7    |                    |
| 6      | USAH     | 10      | 7    |                    |

## Bảng F
| Vị thứ | Đội         | Số trận | Điểm | Ghi chú            |
| ------ | ----------- | ------- | ---- | ------------------ |
| 1      | Þróttur N.  | 6       | 10   | Vào vòng Chung kết |
| 2      | Huginn      | 6       | 7    |                    |
| 3      | Einherji    | 6       | 5    |                    |
| 4      | Valur Reyð. | 6       | 0    |                    |

## Bảng G
| Vị thứ | Đội        | Số trận | Điểm | Ghi chú            |
| ------ | ---------- | ------- | ---- | ------------------ |
| 1      | Leiknir F. | 4       | 7    | Vào vòng Chung kết |
| 2      | Austri     | 4       | 5    |                    |
| 3      | KSH        | 4       | 0    |                    |

## Vòng Chung kết

### Bảng A
| Vị thứ | Đội         | Số trận | Thắng | Hòa | Thua | Bàn thắng | Bàn thua | Hiệu số | Điểm | Ghi chú                   |
| ------ | ----------- | ------- | ----- | --- | ---- | --------- | -------- | ------- | ---- | ------------------------- |
| 1      | Afturelding | 3       | 2     | 0   | 1    | 6         | 3        | +3      | 4    | Vào Chung kết             |
| 2      | Þróttur N.  | 3       | 2     | 0   | 1    | 7         | 6        | +1      | 4    | Vào playoff tranh hạng ba |
| 3      | KS          | 3       | 1     | 1   | 1    | 4         | 3        | +1      | 3    |                           |
| 4      | Víkingur Ó. | 3       | 0     | 1   | 2    | 4         | 9        | -5      | 1    |                           |

### Bảng B
| Vị thứ | Đội        | Số trận | Thắng | Hòa | Thua | Bàn thắng | Bàn thua | Hiệu số | Điểm | Ghi chú                   |
| ------ | ---------- | ------- | ----- | --- | ---- | --------- | -------- | ------- | ---- | ------------------------- |
| 1      | Reynir S.  | 2       | 2     | 0   | 0    | 5         | 3        | +2      | 4    | Vào Chung kết             |
| 2      | Fylkir     | 2       | 0     | 1   | 1    | 2         | 3        | -1      | 1    | Vào playoff tranh hạng ba |
| 3      | Leiknir F. | 2       | 0     | 1   | 1    | 1         | 2        | -1      | 1    |                           |

### Chung kết

#### Hạng nhất
| Đội 1     | Tỉ số | Đội 2       |
| --------- | ----- | ----------- |
| Reynir S. | 1–1   | Afturelding |
| Reynir S. | 3–2   | Afturelding |

Reynir S. được thăng hạng sau các trận đấu này lên 1. deild 1977. Afturelding phải tham gia playoff 3 đội với một đội ở hạng ba (Þróttur N.) và đội cuối bảng của 1. deild karla 1976, (Reynir Á.).

#### Hạng ba
| Đội 1      | Tỉ số | Đội 2  |
| ---------- | ----- | ------ |
| Þróttur N. | 1–0   | Fylkir |

#### Vòng Playoff cho hai suất ở 1. deild
| Vị thứ | Đội         | Số trận | Điểm | Ghi chú                           |
| ------ | ----------- | ------- | ---- | --------------------------------- |
| 1      | Þróttur N.  | 2       | 4    | Thăng hạng 1. deild 1977          |
| 2      | Reynir Á.   | 2       | 2    | Tránh xuống hạng từ 1. deild 1976 |
| 3      | Afturelding | 2       | 0    |                                   |

Reynir S. và Þróttur N. giành quyền thăng hạng 1. deild karla 1977. Reynir Á. tránh khỏi xuống hạng từ 1. deild.